# Honduras nos Jogos Olímpicos de Verão de 2004
Honduras competiu nos Jogos Olímpicos de Verão de 2004, em Atenas, na Grécia.